# Roselyne Bosch
Pour les articles homonymes, voir Bosch.
Roselyne Bosch, connue aussi sous le nom de Rose Bosch, née en 1961 à Avignon, est une productrice, réalisatrice et scénariste française.

## Biographie
Roselyne Bosch naît à Avignon dans le Vaucluse en 1961, d’un père catalan réfugié politique espagnol et d’une mère d’origine italienne. Dans les années quatre-vingt, elle s'installe à Paris. Après un documentaire sur les camps de réfugiés en Somalie pour le HCR (Haut Commissariat aux Réfugiés) et pour Aktuelt, télévision suédoise, elle devient grand reporter au journal Le Point et couvre des sujets tels que les camps de réfugiés de la frontière khmero-thaïlandaise, les trafics d'enfants au Sri Lanka et dans le Nordeste brésilien, les inondations au Bangladesh, le terrorisme basque espagnol. Elle effectue un grand nombre de portraits, tels que ceux de Steve Jobs ou Stephen Hawking. En 1991, elle figure parmi les quatre finalistes du prix Albert-Londres pour un article sur la Nasa et le trafic d'enfants.

1492,Christophe Colomb
En 1991, à la faveur d’un reportage à Séville, Rose Bosch visite les Archivo General de Indias. Elle décide d’écrire pour le cinéma une biographie du navigateur. C’est lors d’une interview avec Sting qui défend les indiens d’Amazonie qu’elle apprend l’intérêt de Ridley Scott pour le personnage. Elle se rend alors à Los Angeles et dépose dans le scénario. Ridley Scott déclare son intérêt. Rose Bosch se tourne vers Alain Goldman qu’elle invite à se joindre à elle pour proposer à Scott de produire le film indépendamment. Pour l’occasion, le duo crée alors la Société Légende Films, dont Bosch trouve le nom et plus tard le logo. Scott choisit pour interprète Gérard Depardieu, qui sort alors d’un rôle à succès ( «  Green Card »). Sigourney Weaver qui a travaillé avec Scott sur «  Alíen » interprète le rôle d’Isabelle La Catholique. La langue du film est l’anglais. Le tournage a lieu en Espagne et au Costa Rica, où est recrée la ville fondée par Colomb, ainsi que le ponton à Jaco, sur la côte ouest du pays. Vangelis, qui avait composé pour Scott la musique de Blade Runner, composte l’album et la bande originale de « 1492 ». Le  film est distribué aux USA par la Paramount. En France par Gaumont. Pour l’occasion, la sortie est avancée au lundi 12 octobre 1992, à 14 h, le jour et à l’heure où Colomb posa le pied sur le continent américain, 500 ans plus tôt. Le film connaît une distribution mondiale lié à l’événement. 

### En plein cœuretBimboland
En 1998, Roselyne Bosch adapte le roman de Georges Simenon, En cas de malheur, qui avait fait l'objet d'une adaptation préalable dans les années 1950, et fut mis en scène alors par Claude Autant-Lara. Pierre Jolivet signe la nouvelle version. Virginie Ledoyen reprend le rôle de Brigitte Bardot pour le film intitulé cette fois En plein cœur. Gérard Lanvin, reprend pour sa part le rôle de Jean Gabin, aux côtés de Guillaume Canet, dont c'est l'une des premières apparitions au cinéma, et de Carole Bouquet qui joue l'épouse de Gérard Lanvin, (rôle anciennement tenu par Edwige Feuillère). La même année sort Bimboland, une comédie produite par Légende et distribuée par Gaumont, où Gérard Depardieu incarne un professeur d'anthropologie hésitant entre deux femmes, deux rôles incarnés par Judith Godrèche. Dany Boon, dont c'est là aussi une des premières apparition cinématographique, participe au film mis en scène par Ariel Zeitoun.

### Le Pacte du Silence
En 2003, Gérard Depardieu retrouve Roselyne Bosch dont le script de Le Pacte du Silence, tiré du roman de Marcelle Bernstein, est mis en scène par Graham Guit, avec Élodie Bouchez et Carmen Maura, et dont la musique est signée Alexandre Desplat. Le film est distribué en France par Columbia Tristar (Sony Pictures).

### Animal
En mai 2005, Roselyne Bosch passe à la réalisation, avec un film en anglais produit par Légende et distribué en France par Mars (Stéphane Célérier), Animal, un thriller d'anticipation où il est question de génétique et d'agressivité. En 2006, le film reçoit le Mélies d'Argent du meilleur film de 15 Festivals Européens[pas clair] du film fantastique à Porto (Portugal), ainsi que le prix du meilleur scénario original.

### La Rafle
En 2007, Ilan Goldman et R. Bosch se lancent dans la réalisation d'un projet auquel ils songent depuis dix ans sur la rafle du Vel d'Hiv. La famille d'Alain Goldman, originaire de la Butte Montmartre, a échappé à cette Rafle massive de juillet 1942. Cette expérience, ainsi que les témoins encore vivants de cette page sombre de l'histoire, inspirent à Rose Bosch le script de La Rafle, qui réunit en 2009 en Hongrie et à Paris, où il est tourné, Jean Reno, Gad Elmaleh, Mélanie Laurent, Sylvie Testud, et Catherine Allegret. Produit par Gaumont, le film est vendu dans le monde. En France, il totalise près de trois millions d'entrées, se plaçant en septième position des films de l'année. Il reste quatre semaines d'affilée en tête des ventes de DVD. Il reçoit divers prix tels que meilleur film au Festival international du film de Washington en octobre 2010, ainsi que le prix du Senato Romano 2010, et le prix de la presse étrangère à Paris la même année. Il sort aux États-Unis courant 2011, ainsi qu'en Australie, au Japon, en Pologne et en Angleterre. En 2011, il entre au musée de l'Holocauste à Washington, dans la collection permanente, salle France. 
En France, dès sa sortie, le film est un événement, en rappelant des faits particulièrement pénibles — la déportation des Juifs de France, en particulier de 4 051 enfants, âgés de 2 à 15 ans. À cette occasion, l'ex-président Jacques Chirac prend la plume dans Le Journal du dimanche, et consacre deux pages au film. Hommes et femmes politiques à droite comme à gauche organisent sa projection (Nicolas Sarkozy, Dominique Strauss-Kahn, Bernard Kouchner, Ségolène Royal, Jean-François Copé, Simone Veil…). France 2 consacre un prime-time de deux heures d'antenne live à l'événement, conviant la cinéaste, des témoins, politiciens, historiens et psychiatres autour d'un débat assorti d'images d'archives et d'extraits du film. Paris Match consacre dix pages au film, autour de l'enfant évadé, héros de La Rafle, Joseph Weismann. Le Nouvel Observateur consacrera au film sa couverture, et Jean Daniel, ancien compagnon de Charles de Gaulle, son édito : « J’ai vu le film la Rafle et j’ai pleuré. Ensuite, je me suis dit que c’était une fiction et ces larmes m’ont gêné. À tort, car d’autres fictions m’ont ému et celle-ci représente la réalité. Il s’agit, on le sait, du film de Rose Bosch qui rapporte l’un des plus tragiques épisodes de la France de Vichy. [...] Je confesse ici que, pour ma part, ayant servi dans les Forces françaises libres et devant à De Gaulle de n’avoir jamais désespéré de la France, j’ai longtemps estimé que la repentance ne s’imposait pas puisque ceux qui s’étaient rendus coupables de complicité avec le génocide n’étaient plus français, au moins selon la morale gaulliste. J’ai attendu tout ce temps et ce film pour estimer que j’avais tort. »

### Avis de mistral
Le 2 avril 2014, sort le film Avis de Mistral, une comédie dramatique familiale tournée dans le sud de la France, écrite et réalisée par Rose Bosch, également produite par Légende et distribuée par Gaumont. Elle raconte les relations houleuses entre un grand-père (Jean Reno) et ses trois petits enfants qu'il ne connait pas : (Chloë Jouannet Lamy, Hugo Dessioux et Lukas Pélissier). Ana Galiena, Charlotte de Turckheim et Hugues Aufray figurent également au casting. Le film sort également en Allemagne, au Japon à l'automne 2014 puis aux États-Unis et en Angleterre en 2015.

### Vie privée
Rentrés en France en 1995, Alain Goldman et Rose Bosch se marient et fondent une famille. Leurs fils jumeaux naissent en 2000.

## Controverse
En septembre 2010, à l'occasion de la sortie du DVD de La Rafle, en réponse aux attaques de certains critiques, reprochant au film d'être « intentionnellement » tire-larme, la réalisatrice, indignée, donne un entretien à la revue Les Années Laser, où elle déclare :

« On pleure pendant La Rafle parce que… on ne peut que pleurer. Sauf si on est un « enfant gâté » de l’époque, sauf si on se délecte du cynisme au cinéma, sauf si on considère que les émotions humaines sont une abomination ou une faiblesse. C’est du reste ce que pensait Hitler : que les émotions sont de la sensiblerie. Il est intéressant de voir que ces pisse-froid rejoignent Hitler en esprit, non ? En tout cas, s’il y a une guerre, je n’aimerais pas être dans la même tranchée que ceux qui trouvent qu’il y a 'trop' d’émotion dans La Rafle »

Ces propos sont vivement critiqués par les journaux Libération et Les Inrockuptibles, ainsi que par le blog de cinéphile amateur Selenie qui publie ce commentaire : « outre le fait notable de dire une des plus grosses conneries de ces dernières années (...) ce qui me choque le plus est l'incroyable narcissisme dont elle fait preuve. Car de comparer ceux qui n'ont pas pleuré lors de son film à Hitler est une bêtise ». Rose Bosch engage alors une action en responsabilité à l’encontre de Overblog, l'hébergeur du blog, afin qu’il retire la critique. Mais Overblog refuse de la retirer, et le Tribunal lui donne raison le 12 juin 2012 en se justifiant ainsi : « Même s’ils sont exprimés en termes plus vulgaires, vifs et désagréables, les passages dont se plaint la demanderesse ne caractérisent pas une injure visant sa personne ; ils ne constituent pas davantage un dénigrement de son film, ni de son œuvre passée ou future, mais seulement une appréciation très critique et un jugement de valeur portés par l’auteur du blog sur les déclarations de Rose Bosch ».
Rose Bosch fait appel de cette décision, mais la cour d'appel de Paris confirme cette ordonnance le 4 avril 2013, condamnant même la réalisatrice à rembourser les dépens de l’hébergeur ainsi que 3 000 euros au titre des frais de procédure,.
Le 12 juillet 2013, le Tribunal de grande instance de Paris condamne Sened Dhab à 3 000 euros d'amende (article 475-1 du code de procédure pénal) pour injure publique envers Rose Bosch pour un billet publié en 2010. Il est également condamné à verser une amende délictuelle de 1 000 euros (articles 132-29 et 132-34 du code de procédure pénal).
En janvier 2011, sur AlloCiné, en compagnie de Alain Goldman, son époux, Rose Bosch revient sur ces évènements, expliquant avoir simplement souhaité « mettre en garde contre le déferlement de cynisme et le recul de l'émotion » : « [dans l'interview d'origine] Je réagissais [aux accusations de faire de] la « shoah-business ». À des réflexions comme « On veut encore nous faire pleurer sur la Shoah, est-ce qu’on ne l’a pas déjà assez fait ? » ». Dans cet entretien donné à Yoann Sardet, R. Bosch dit être navrée, que le web devienne« la plus vaste boîte à lettres anonymes et à rumeurs du monde. À l’heure actuelle, la mode est au sarcasme, à « l’équarrissage », au dénigrement, à la malveillance et même à la parano… Et cela dépasse très, très largement le monde du cinéma, ou même celui de la culture. La désillusion sur le monde est telle que toute initiative (artistique) est désormais « suspecte » de ne pas être sincère. Et moi, en gros, je suis convaincue que l’émotion partagée, et avant tout, la « compassion », c’est à peu près la seule chance qui nous reste en tant qu’espèce de ne pas nous auto-détruire ». Citant une couverture de L'Express datant d'octobre 2011 (soit deux mois après le début de cette polémique) et consacrée, précisément, aux effets pervers du « recul de compassion » dans nos sociétés, R. Bosch relève les résultats de l'extrême-droite en France ; « Il ne s’agissait pas », ajoute Rose Bosch, « d’aimer ou ne pas aimer le film. Ce n'était pas le sujet de mon indignation, mais bien ce cynisme qui fait tache d'huile et conduit tout droit aux extrêmes. »

## Filmographie

### En tant que réalisatrice
- 2005 : Animal
- 2010 : La Rafle
- 2014 : Avis de mistral

### En tant que scénariste
- 1985 : Hôtel de police (série TV)
- 1992 : 1492 : Christophe Colomb (1492: Conquest of Paradise), de Ridley Scott
- 1998 : En plein cœur, de Pierre Jolivet
- 1998 : Bimboland, d'Ariel Zeitoun
- 2003 : Le Pacte du silence, de Graham Guit
- 2005 : Animal, de Roselyne Bosch
- 2010 : La Rafle, de Roselyne Bosch
- 2012 : Raspoutine (projet non encore tourné)
- 2014 : Avis de mistral

## Distinctions

### PourAnimal
- 2006 : Meilleur Film au Festival du Film fantastique (Porto), fédération de 12 Festivals Européens
- 2006 : Meilleur Scénario, Festival du Film fantastique (Porto)
- 2005 : Nomination au Festival international du film de Chicago, catégorie "New Directors"
- 2005 : Nomination au Hollywood Film Festival, dans la catégorie "First Film"
- 2006 : Nomination au Festival international du film d'Helsinki - Love & Anarchy, catégorie "première œuvre"
- 2006 : Festival international du film de Shanghai (上海国际电影节创) : sélection

### PourLa Rafle
- 2010 : Prix de la Mémoire 2010, par l'APE, Association de la presse étrangère
- 2010 : Prix du Sénat romain au Festival du film de Giffoni
- 2010 : Prix du public, Festival du film de Giffoni
- 2010 : Audience Award, International Film Festival of Washington
- 2010 : Cinemania, Montréal, sélection officielle[12]
- 2010 : Festival international du Film de Haugesund, Norvège, sélection officielle
- 2011 : Audience Award, New York Jewish Film Festival
- 2011 : Audience Award, International Atlanta Film Festival
- 2011 : Zakhor France, prix de la Mémoire[13]
- 2011 : Festival international du Film de Sofia, sélection officielle
- 2011 : The Alliance Française Film Festival, Australie, sélection officielle. catégorie « When cinema seizes History »
- 2011 : Rendez-vous avec le cinéma français, Londres, Édimbourg[14]

### Décorations
- Officière de l'ordre des Arts et des Lettres. Elle est promue au grade d’officière le 13 septembre 2016[15]. Elle était chevalière de l'ordre depuis 2010, dont les insignes ont été remises par la direction du CNC.